# St. Julian's
St. Julian's este un oraș în Malta, situat pe coastă la nord de Valletta. Este cunoscut pentru afaceri orientate în domeniul turismului, ca hoteluri, baruri, cluburi de noapte, centrate mai ales în zona cunoscută sub numele de Paċeville. Conform datelor recensământului efectuat în martie 2014, are o populație de 10.232 de locuitori.

## Personalități născute aici
- Francis Zammit Dimech (1954 - 2025), politician;
- Roberta Metsola (n. 1979), politician.

St. Julian's este de asemenea orașul natal al unor membri ai formației Beangrowers, care a devenit destul de cunoscută și în afara Maltei.